# Василенко, Галина Константиновна
Галина Константиновна Василенко (бел. Галіна Канстанцінаўна Васіленка; 18 августа 1935, Будки, Мозырский округ — 25 мая 2006, Головчицы, Гомельская область) — работник советского сельского хозяйства, Герой Социалистического Труда(1966).

## Биография
С 1960 года — свинарка, с 1966 года — заведующая животноводческой фермы колхоза «XXII съезд КПСС» Наровлянского района.
Звание Героя присвоено за успехи в увеличении производства и заготовок мяса.
Член ЦК КПБ в 1971—1976 годах. Депутат Верховного совета БССР в 1967—1971 годах.

## Награды и звания
- Герой Социалистического Труда(1966)